# Vintage

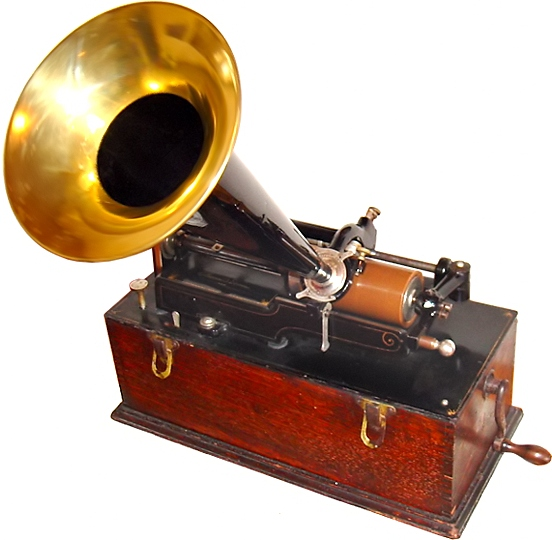
Fonógrafo de Edison

Vintage (del inglés vintage, en español, añejo) es el término empleado para referirse a objetos o accesorios con cierta edad, que no pueden aún catalogarse como antigüedades, y que se considera que han mejorado o se han revalorizado con el paso del tiempo. El término surge por analogía con los vinos de crianza, los cuales son conocidos por mejorar con el tiempo. Se utiliza para designar instrumentos musicales, automóviles, libros, fotografías, y, más recientemente, prendas o accesorios de vestir, además de videoconsolas y videojuegos.

## Etimología, uso y pronunciación
Vintage significa literalmente cosecha o añada. Es un término que proviene del inglés, derivado del francés vendange (vendimia) luego de alteración semántica, gráfica y de pronunciación. Designa un vino de un determinado año que es destacable por su calidad.
La utilización de esta palabra por las distintas bodegas para referirse a los vinos producto de sus mejores cosechas ha hecho que su significado haya derivado a todo producto antiguo de calidad. También se utiliza para denominar aquello que por su historia, significado, influencia o singularidad se ha convertido en objeto de culto e icono para coleccionistas, y especialmente para referirse a la moda y el diseño posteriores al año 1900. 
La palabra vintage se utiliza para referirse a aquellas prendas o accesorios que han sobrevivido al menos veinte años después de su creación convirtiéndose en un clásico preciado. Sin embargo, en el mundo de la moda, se viene utilizando vulgarmente para catalogar también artículos nuevos inspirados en los clásicos, que en realidad son de estilo "retro". Esta confusión no se da por ejemplo en el mundo del automóvil, dónde un Mini Cooper de 1965 es vintage o clásico, mientras que el modelo de Mini fabricado actualmente, inspirado en el anterior, es simplemente retro.
La palabra inglesa se pronuncia internacionalmente [vintidʒ] que transliterado al castellano sería víntich (con acento en la primera sílaba). En Francia tiende a utilizarse la pronunciación afrancesada [vɛ̃taʒ] que se transcribiría como vantásh. En España se ha popularizado una pronunciación sui géneris: [bintaʃ], bintash.

## En la actualidad
El auge de la estética vintage se ha visto acrecentado desde la década de 2000 por iconos de la moda como Dita Von Teese que viste casi exclusivamente con prendas de segunda mano, además de peinarse y maquillarse según la época correspondiente.
Tal es el valor actual de lo vintage, que las casas de moda están recurriendo a esa estética en sus nuevas colecciones.
El vintage es una manifestación de la cultura posmoderna. Es producto de la pérdida de fe en el progreso y el desencanto del motor de la innovación propia de la modernidad. Así, en vez de mirar al futuro, se recurre con nostalgia a elementos de eras pasadas, (como la construcción de elementos nuevos con apariencia retro), pero carentes de significado original. De esta manera, la moda se sirve del pasado por motivos meramente estéticos, donde se mezclan elementos de distintas épocas y lugares, descontextualizados de su función y razón original.
Algunos elementos que vale la pena considerar a la hora de identificar una prenda vintage se basan en la fecha de ciertos descubrimientos o prácticas comerciales. Por ejemplo, las etiquetas con instrucciones de lavado y secado o los cierres de plástico solamente aparecieron en los años 1960. También se tiene el caso del nailon, que se descubrió en 1935, pero no llegó a Europa sino una década más tarde.

## Diferenciación entre «vintage» y «retro»
No hay que confundir entre los términos retro y vintage ya que a menudo ambos términos se entremezclan. Cuando nos referimos a retro, se trata de objetos que evocan al pasado, pero que no deben necesariamente pertenecer a él, ni siquiera haber sido diseñados en otros tiempos, simplemente emplean la estética de otra época tratando de apelar a nuestra nostalgia. Por otro lado, vintage hace referencia al pasado a través de prendas u objetos que fueron diseñados y fabricados en la época a la que pertenece su estilo. Normalmente, el término va asociado a creaciones de grandes diseñadores que se conservan en muy buen estado y que tiene un gran valor económico, aunque también se puede emplear para cualquier cosa antigua que decidamos sacar a la palestra, siempre que tenga algo que aportar estéticamente, y no sea simplemente viejo.